# Spam sur téléphone mobile

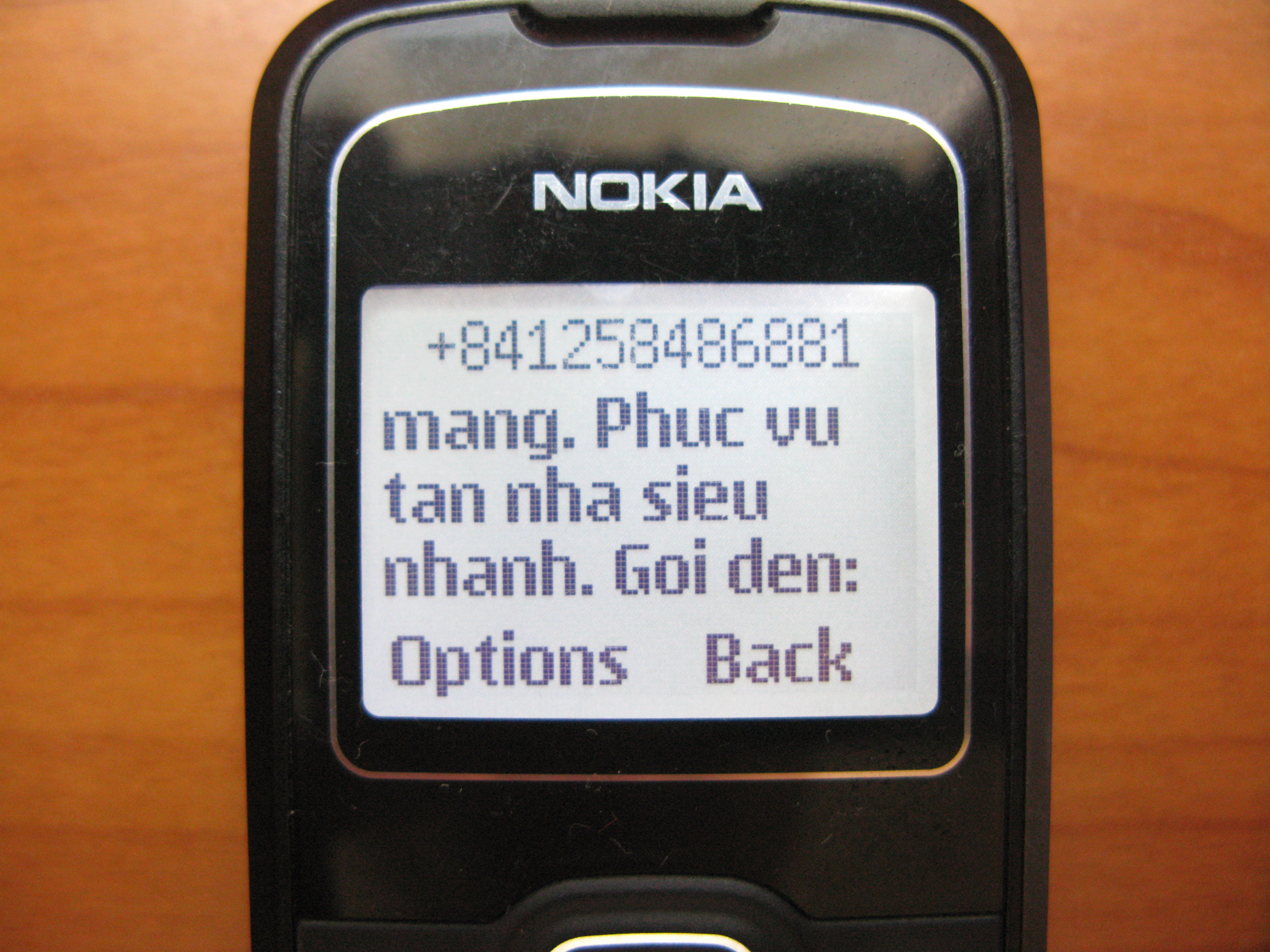
Spam sur l'écran d'un téléphone portable vietnamien.

Le spam sur téléphone portable est une forme de spam (messages non sollicités, notamment publicitaires), dirigé vers la messagerie texte ou d'autres services de communication des téléphones portables ou des smartphones. Avec la popularité croissante des téléphones mobiles au début des années 2000, les utilisateurs fréquents de la messagerie texte ont commencé à voir augmenter le nombre de publicités commerciales non sollicitées (et généralement non désirées) envoyées sur leur téléphone par ce biais. Cela peut être particulièrement ennuyeux pour le destinataire car, contrairement au courrier électronique, certains destinataires peuvent se voir facturer des frais pour chaque message reçu, y compris les spams. Le spam par téléphone mobile est généralement moins répandu que le spam par courrier électronique. En 2010, environ 90 % des courriers électroniques étaient des spams. La quantité de spam mobile varie considérablement d'une région à l'autre. En Amérique du Nord, le spam mobile n'a cessé d'augmenter après 2008 et représentait la moitié de l'ensemble du trafic de téléphonie mobile en 2019. Dans certaines régions d'Asie, jusqu'à 30 % des messages étaient des spams en 2012. 
La prévalence moindre et géographiquement inégale du spam par téléphone mobile s'explique par la variation géographique de la prévalence des communications électroniques mobiles par rapport aux communications électroniques non mobiles, par le coût plus élevé (pour les spammeurs) et les obstacles technologiques à l'envoi de messages mobiles dans certaines régions, et par l'application de la loi dans d'autres. Aujourd'hui, en particulier en Amérique du Nord, la plupart des spams sur téléphone portable sont envoyés à partir d'appareils mobiles qui ont des forfaits prépayés de messagerie illimitée. Bien que ces forfaits permettent d'envoyer des messages de manière illimitée, en réalité, le taux d'envoi relativement lent (de l'ordre de 1/s) limite le nombre de messages qui peuvent être envoyés avant qu'un téléphone mobile abusif ne soit fermé. 

## Terminologie
Le spam par téléphone mobile est appelé « spam mobile », « spam SMS », « spam texte », « m-spam » ou « mspam ». Le SMiShing consiste à tromper les utilisateurs afin qu'ils divulguent des informations confidentielles et constitue une forme d'hameçonnage via des spams téléphoniques.

## Criminalité et application de la loi
Le spam par SMS est illégal en vertu de la common law dans de nombreuses juridictions en tant qu'atteinte aux biens. Les juridictions disposant d'une réglementation et d'amendes spécifiques au spam par SMS sont l'Australie, l'Union européenne et les États-Unis. Aux États-Unis, les contrevenants s'exposent à des coûts substantiels : par exemple, dans le cadre d'un règlement conclu en 2008, le contrevenant a accepté de payer 150 dollars à chaque destinataire de spam ; dans le cadre d'un règlement de recours collectif conclu en 2010 dans l'affaire Satterfield v. Simon & Schuster, qui a été portée devant la Cour d'appel du neuvième circuit des États-Unis, les défendeurs ont accepté de payer 175 dollars à chaque destinataire de spam. Dans les affaires suivantes, le paiement par membre du groupe est passé à 200 dollars en 2011 et à 500 dollars en 2013. En réponse à l'affaire Satterfield, les entités qui gagnent de l'argent en envoyant des spams par téléphone portable ont formé la Mobile Advocacy Coalition (MAC) pour faire pression sur le gouvernement afin qu'il légalise cette activité. Aux États-Unis, la Federal Trade Commission (FTC) a élargi la réglementation relative au spam téléphonique pour y inclure le spam vocal, principalement sous la forme d'appels de télémarketing préenregistrés, communément appelés « robocalls » ; les victimes peuvent déposer une plainte auprès de la FCC. En Californie, la section 17538. 41 du B&P Code interdit la publicité par message texte. Les consommateurs peuvent intenter une action individuelle ou collective en vertu d'un droit d'action privé contre les pratiques commerciales déloyales. En 2019, les sénateurs John Thune, Roger Wicker et Ed Markey ont présenté une nouvelle proposition intitulée Telephone Robocall Abuse Criminal Enforcement and Deterrence Act (TRACED) visant à dissuader les violations criminelles des robocalls et à améliorer l'application de la loi, qui a été adoptée par le Sénat le 22 mai 2019 et a été promulguée par le président Trump en décembre 2019.

### Exécution devant le tribunal des petites créances
En août 2004, la Commission fédérale des communications (FCC) des États-Unis a publié une ordonnance qui réaffirme que les messages non sollicités de type SMS envoyés à des téléphones portables sont illégaux en vertu de la loi sur la protection des consommateurs de services téléphoniques (en) (TCPA). Chaque message non sollicité reçu sans autorisation autorise le destinataire à poursuivre l'expéditeur devant le tribunal des petites créances et à percevoir un minimum d'un dollar pour chaque infraction. C'est ce qu'ils ont déclaré en 2003 et réitéré en 2004 : « En 2003, nous avons publié un rapport et une ordonnance dans lesquels nous avons réaffirmé que la TCPA interdit tout appel utilisant un système de composition téléphonique automatique ou un message artificiel ou préenregistré à tout numéro de téléphone sans fil. Nous avons conclu que cela englobe à la fois les appels vocaux et les appels textuels, y compris les appels par SMS (Short Message Service), à des numéros de téléphone sans fil ».
Au Royaume-Uni, l'envoi de messages textuels non sollicités est contraire à l'annexe 2 de la loi de 1998 sur la protection des données et à l'article 22 du règlement de 2003 sur la protection de la vie privée et les communications électroniques. L'article 13 de la loi de 1998 sur la protection des données et l'article 30 du règlement de 2003 sur la protection de la vie privée et les communications électroniques permettent aux consommateurs d'intenter une action en réparation en cas d'envoi de courriels ou de messages textuels non sollicités.

## Défense
Plusieurs actions et stratégies peuvent contribuer à réduire le spam par SMS. Les actions en justice peuvent être efficaces et rémunératrices. De nombreux opérateurs (tels que AT&T, T-Mobile, Verizon et Sprint aux États-Unis ; et EE, T-Mobile, Orange et O2 au Royaume-Uni) permettent aux abonnés de signaler les spams en les transférant au code court 7726 (qui s'écrit SPAM sur un clavier de téléphone traditionnel) (33700 en France, 1909 en Inde) ; d'autres opérateurs britanniques, Vodafone et Three, utilisent respectivement les codes 87726 et 37726. On rapporte qu'un demi-million de signalements de spam en France a entraîné la déconnexion de 300 spammeurs, et que de nombreux autres ordres de cessation et de désistement ont été envoyés. Certaines mesures de défense contre le spam dépendent de la détection, et il y a deux développements dans ce domaine : un programme pilote de signalement de spam de la GSMA, et le développement de normes de l'Open Mobile Alliance (OMA) pour le signalement de spam sur les téléphones mobiles. En février 2010, la GSM Association a annoncé un programme pilote qui permettra aux abonnés de signaler les spams par SMS en les transférant vers le code court « 7726 » qui s'écrit « SPAM » sur la plupart des téléphones. AT&T Mobility, Korea Telecom et SFR ont annoncé leur participation. À la suite de ce projet pilote, un certain nombre d'autres opérateurs de téléphonie mobile ont rejoint le programme Spam Reporting Service de la GSMA.
L'Open Mobile Alliance a achevé sa norme « SpamRep » qui fournit une interface client-serveur normalisée adaptée au signalement par l'utilisateur du spam par courriel, SMS, MMS et messagerie instantanée à l'aide d'un bouton ou d'un élément de menu « This-Is-Spam », comme le font aujourd'hui les utilisateurs de systèmes de messagerie électronique câblés. En 2012, en réponse à l'augmentation du spam par SMS, l'association GSM a formé un groupe de sécurité de la messagerie pour aider à réduire l'impact du spam mobile. Une autre technique utile de réduction du spam par SMS consiste à protéger son numéro de téléphone portable. L'une des principales sources de spam par SMS est la collecte de numéros effectuée par des sites Internet proposant le téléchargement « gratuit » de sonneries. Pour faciliter les téléchargements, les utilisateurs doivent fournir leur numéro de téléphone, qui est ensuite utilisé pour envoyer des messages publicitaires fréquents sur le téléphone. Le libellé des conditions d'utilisation des sites visant à rendre cette pratique légale n'a pas résisté à la contestation judiciaire[réf. nécessaire].
Une autre méthode de réduction du spam par SMS, proposée par certains opérateurs, consiste à créer une adresse alias plutôt que d'utiliser le numéro du téléphone portable comme adresse de message texte. Seuls les messages envoyés à l'alias sont délivrés ; les messages envoyés au numéro de téléphone sont rejetés. Un article du New York Times a fourni des informations détaillées à ce sujet en 2008. Une autre parade consiste à utiliser un service qui fournit un numéro de téléphone public et publie les SMS reçus à ce numéro sur un site web accessible au public. Google Voice peut être utilisé de cette manière, mais les numéros et les messages restent privés. La plupart des fournisseurs de téléphonie cellulaire offrent la possibilité de désactiver complètement tous les services de messagerie textuelle sur le compte d'un utilisateur. Cette solution extrême n'est toutefois satisfaisante que pour les utilisateurs qui n'ont ni le besoin ni l'envie d'utiliser les SMS.
En juin 2009, trois grands opérateurs chinois - China Mobile, China Telecom et China Unicom - ont imposé des limites à la messagerie texte afin de lutter contre le spam SMS. En vertu de ces restrictions, un numéro de téléphone ne peut envoyer plus de 200 messages par heure et 1000 par jour en semaine. Aux États-Unis, les destinataires de SMS non sollicités peuvent déposer une plainte auprès de la FCC en utilisant le formulaire 1088G. Au Royaume-Uni, les utilisateurs de téléphone peuvent utiliser la page des plaintes de l'Information Commissioner (commissaire à l'information) et intenter une action contre l'expéditeur par l'intermédiaire du Small Claims Court (tribunal des petites créances). Toutefois, l'ICO n'a le pouvoir d'agir que contre les spams par SMS provenant du Royaume-Uni et, dans le cas où le spam provient d'un pays autre que le sien, il transmettra les informations à l'autorité de régulation locale équivalente, s'il en existe une.